# Elaphropeza ekphysis
Elaphropeza ekphysis är en tvåvingeart som beskrevs av Quate 1960. Elaphropeza ekphysis ingår i släktet Elaphropeza och familjen puckeldansflugor. Inga underarter finns listade i Catalogue of Life.